# Ketesd
Ketesd (románul Tetișu) falu Romániában, Erdélyben, Szilágy megyében, Kalotaszeg Alszeg altáján.

## Fekvése
Bánffyhunyadtól három km-re északra fekszik, az Almásba ömlő Bot patak völgyében.

## Nevének eredete
Első írásos említése 1399-ből származik, mint Ketesd. 1437-ben Kethesd, 1576-ban Kettesd néven fordul elő. Kiss Lajos szerint magyar eredetű és egy *Ketes személynév -d képzős alakjából magyarázza. A román név kezdőhangja azzal magyarázható, hogy a környék román nyelvjárásának palatalizált [k'] és [t'] hangzói összeolvadtak.

## Története
A falu kezdetben Bihar vármegyéhez, egyháza a váradi püspökség kalotai főesperességéhez tartozott. Később évszázadokon keresztül Kolozs vármegye része volt. Magyar lakossága a reformáció idején református hitre tért.
A ketesdiek a 20. század elején kezdtek eladásra zöldséget és gyümölcsöt termeszteni. Terményeiket kezdetben a bánffyhunyadi „úri” réteg és a havasi románság vásárolta, 1940-től vonattal a kolozsvári piacra is hordták. A hízlalt szarvasmarhát a hunyadi nagyvásárban, az igavonásra is használt bivalyok tejét a hetipiacon adták el. 1910-ben 1078 holdas határából 481 hold volt szántó, 253 erdő és 140 legelő.
Híres volt mesemondóiról. Népmesekincsét Kovács Ágnes gyűjtötte össze az 1940-es években. A kétkötetes műhöz írt, kismonográfia hosszúságú bevezető tanulmánya a településről is bőséges információforrás.
1944 októberében a malomszegiek és a viságiak kifosztották. 1968-ban Szilágy megyéhez csatolták.

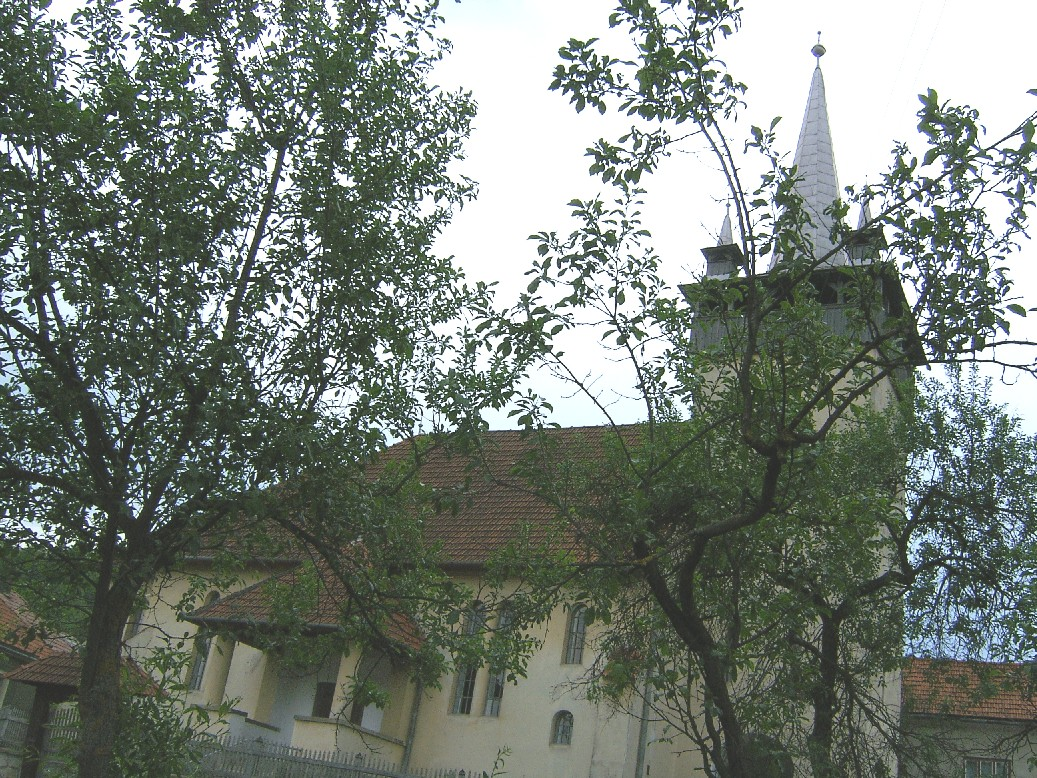
Ketesd református temploma

## Lakossága
- 1850-ben 347 református magyar lakosa volt.
- 2002-ben 348 lakosából 335 magyar, 13 román nemzetiségű volt; 331 református és 12 ortodox vallású.

## Látnivaló
- Mai református templomát Kós Károly tervei alapján, 1937 és 1941 között építették. A templom mennyezetére visszahelyezték középkori temploma 1692-ben, Gyalui Asztalos János által készített kazettás mennyezetének 21 kazettáját. Kis harangja 1766-ból, míg szószékének koronája 1798-ból származik. Énekmutató táblája 1860-ban, szószéke 1892-ben készült. A cinterem kapuját a ketesdi Kis Lőrinc mester készítette.

## Híres ember
- Itt született Péter Ferenc magyar rádióbemondó, előadóművész.

## Külső hivatkozások
- Kép a régi, fatornyos templomról, 1933-ból Archiválva 2016. március 7-i dátummal a Wayback Machine-ben
- Kerekes Edit: Ketesd – börtön és édes szülőfalu
- Kovács Ágnes: A kalotaszegi Ketesd mesekincse (MEK)
- Hangfelvételek